# Tallinns katedralskola

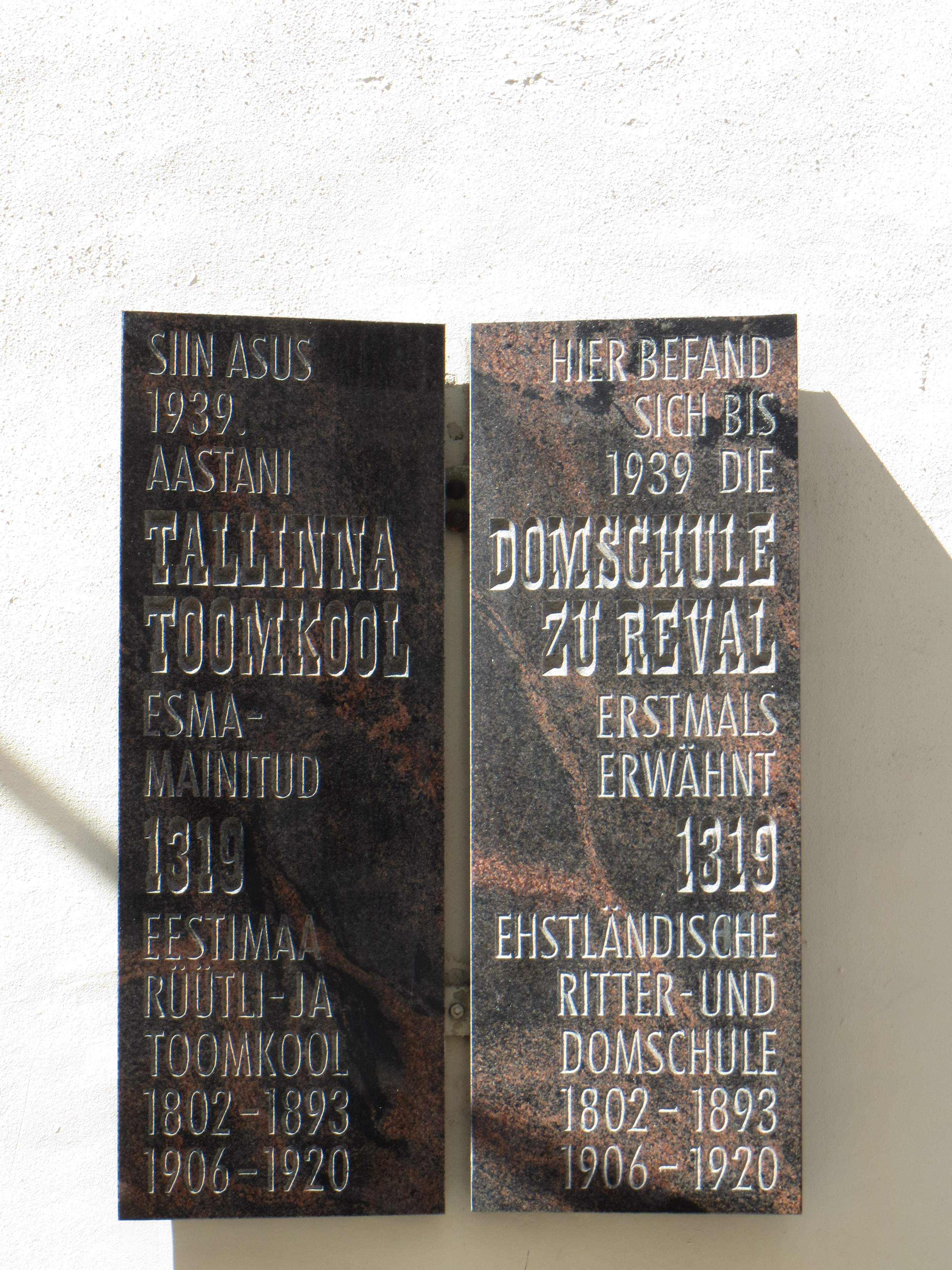
Minnestavla på Katedralskolans yttervägg

Tallinns katedralskola (estniska: Tallinna Toomkool, tyska: Ritter- und Domschule zu Reval, latin: Schola cathedralis Tallinnensis) var en tyskspråkig skola i dåvarande Reval i Estland, som grundades på 1200-talet.
Skolan omnämns första gången 1319. Den drevs fram till 1939, under större delen av Revals tyskbaltiska befolkning, och från 1920 av det Estniska ridderskapet.
Delar av katedralskolans bibliotek finns idag på Tallinns universitetsbibliotek.
Den nuvarande byggnaden uppfördes i slutet av 1600-talet, efter det att den tidigare brunnit ned. Huset används idag av Estlands balettakademi. En ny, privat katedralskola har bildats, som har sina lokaler på Apoteksgatan 3. Undervisningen påbörjades 2011.

## Elever i urval
- Karl Abraham Hunnius (1797–1851), estnisk läkare